# Quartier Cronenbourg - Hautepierre - Poteries - Hohberg
Le quartier Cronenbourg - Hautepierre - Poteries - Hohberg est l'un des 10 quartiers administratifs de la ville de Strasbourg, en France.
En 2013 la ville a décidé d'affiner le découpage par quartiers en créant 15 quartiers « fonctionnels ». Dans ce nouveau découpage, le quartier Cronenbourg - Hautepierre - Poteries - Hohberg est désormais divisé entre le quartier de Cronenbourg et l'ensemble Hautepierre - Poteries.

## Localisation
Le quartier se trouve au nord-ouest de l'agglomération. Il constitue le canton de Strasbourg-3 et se compose de plusieurs entités : Cronenbourg, Hautepierre, les Poteries et le Hohberg.
Ses limites sont les suivantes : 

## Démographie
Avec 703 ha, le quartier représente 9 % du territoire communal. Au recensement de 1999, il comptait 41 773 habitants, soit environ 15,9 % de la population municipale répartie comme suit : 21 485 habitants à Cronenbourg, 15 167 à Hautepierre, 2 131 aux Poteries et 2 990 au Hohberg. Le Hohberg est la partie ouest du quartier de Koenigshoffen , ce n'est donc pas un quartier à part entière mais simplement un grand ensemble de Koenigshoffen .
La population du quartier dans son ensemble augmente mais moins rapidement que la moyenne municipale. Les secteurs d'habitat social (Cité Nucléaire de Cronenbourg, mailles de Hautepierre et Hohberg) enregistrent une baisse de la population, tandis que les Poteries, quartier nouveau d’habitat, enregistre une progression démographique importante.

## Histoire
Cronenbourg a été l'un des cinq faubourgs romains d'Argentorate. Le site était habité dès le néolithique, à l'âge du bronze et jusqu'à l'époque mérovingienne. Au milieu du XIXe siècle, ce faubourg se transforme avec l'arrivée de la ligne de chemin de fer Strasbourg-Bâle et la construction de la Rotonde, servant de dépôt de locomotives et d'ateliers ferroviaires. Grâce à cette activité, le faubourg se peuple progressivement, notamment d'ouvriers et d'employés.
À la même époque, plusieurs brasseries de Strasbourg, installées jusqu'alors au centre de la ville, s'installent à Schiltigheim (Fischer, Schutzenberger et dans les quartiers de Koenigshoffen et de Cronenbourg pour gagner de l'espace et construire de grandes caves, à l'abri de la nappe phréatique et des inondations. La brasserie Hatt fondée en 1664 s'installe à Cronenbourg en 1862 et prend le nom de Kronenbourg en 1947.
L'essor du quartier, appelé « Vieux Cronenbourg », se poursuit jusqu'à la Première Guerre mondiale. En 1900, la ligne de tramway Strasbourg-Cronenbourg est mise en service. Elle emprunte la route d'Oberhausbergen et elle fut ensuite prolongée jusqu'à Westhoffen. En 1960, la partie située entre le faubourg et le centre de Strasbourg est remplacée par des bus. Entre 1910 et 1912, l'église Saint-Florent est bâtie au nord de la route de Mittelhausbergen. Quelques immeubles sont bâtis avant la guerre mais il ne devient un quartier d'habitation qu'à partir des années 1920.
Les anciens ateliers ferroviaires de la Rotonde ayant été transférés à Bischheim en 1875, la gare aux marchandises est construite au début du XXe siècle à l'est du quartier, tout comme le dépôt de tramway de la CTS, édifié en 1931. Dans le même secteur, le Marché‐Gare ou marché d'intérêt national, secteur d’activités économiques situé le long de l’autoroute A4, a été mis en activité en 1965 dans l’objectif de moderniser les échanges entre producteurs et grossistes.
Au cours des Trente Glorieuses, de nombreuses réalisations sont effectuées dans le quartier, permettant un important accroissement de population de celui-ci :
- au nord, la Cité Nucléaire, est un grand ensemble de plus de 2 000 logements, réalisé entre 1963 et 1972, suivant les principes hérités de la Charte d'Athènes. Il doit son nom au Centre national de recherches nucléaires tout proche et faisant partie du CNRS. Ce secteur fait l'objet d'un important projet de rénovation urbaine depuis les années 2000.
- au sud de la cité Nucléaire et à l'ouest de la voie ferrée, le secteur Saint-Antoine date des années 1960-1970. Il est essentiellement pavillonnaire, avec quelques immeubles collectifs.
- au sud du quartier, le grand ensemble du Hohberg (1962-1972), de 1 000 logements.
- le quartier de Hautepierre est grand ensemble construit à partir de 1965 entre l’A351 au sud et la route d'Oberhausbergen au nord. Il se voulait un projet novateur en divisant l’espace en sous-quartiers appelés « mailles » auxquelles l'on a attribué des prénoms féminins (Jacqueline, Brigitte, Éléonore, etc.). À l’intérieur de ces mailles étaient maintenues des zones de calme tandis que la circulation automobile s’effectuait en périphérie. Ce quartier fait lui aussi l’objet d’un important projet de renouvellement urbain récent.
- le quartier du Parc des Poteries, le plus récent, est situé au sud de l'autoroute A351 et son aménagement a débuté en 1995 avec la volonté de maintenir la mixité sociale. Outre des immeubles dʹhabitation de taille moyenne, on trouve dans le quartier un lycée (unique lycée des quartiers ouest), un gymnase et un parc central[5],[6].